# Amt Am Senftenberger See
Das Amt Am Senftenberger See war ein 1992 gebildetes Amt im Land Brandenburg, in dem sich fünf Gemeinden im damaligen Kreis Senftenberg (nach der Kreisreform im Jahr 1993 im Landkreis Oberspreewald-Lausitz, Brandenburg) zu einem Verwaltungsverbund zusammengeschlossen hatten. Sitz der Amtsverwaltung war in der Gemeinde Brieske. Es wurde 2001 wieder aufgelöst, die amtsangehörigen Gemeinden in die Stadt Senftenberg eingegliedert. Es hatte Ende 2000 6634 Einwohner.

## Geographische Lage
Das Amt Am Senftenberger See lag im Norden, Westen, Süden und Südosten um den Senftenberger See herum. Es grenzte im Norden an das Amt Schipkau, im Nordosten an die Stadt Senftenberg, im Südosten an das Land Sachsen, im Süden und Südwesten an das Amt Ruhland und im Westen an die Stadt Schwarzheide.

## Geschichte
Zum 20. Juli 1992 erteilte der Innenminister des Landes Brandenburg seine Zustimmung zur Bildung des Amtes Am Senftenberger See. Als Zeitpunkt des Zustandekommens wurde der 31. Juli 1992 festgesetzt. Es entstand nach dem sogenannten Amtsmodell 1, d. h., es wurde eine eigene Amtsverwaltung gebildet. Es hatte seinen Sitz in der damals noch selbständigen Gemeinde Brieske und umfasste folgende Gemeinden:
1. Brieske
2. Großkoschen
3. Hosena
4. Niemtsch
5. Peickwitz

Mit der Eingliederung der Gemeinden Brieske, Großkoschen, Hosena, Niemtsch und Peickwitz in die Stadt Senftenberg zum 31. Dezember 2001 wurde auch das Amt Am Senftenberger See mit Wirkung zum 31. Dezember 2001 aufgelöst.

## Amtsdirektor
Erster und einziger Amtsdirektor des Amtes Am Senftenberger See war Peter Gallasch. Im März 1997 stellte er ein schwarzes, fünf Meter hohes Holzkreuz auf dem Marktplatz von Brieske als Mahnmal auf, um Marga, die älteste Gartenstadt Deutschlands und Baudenkmal vor dem Verfall zu retten. Ein Jahr später begann die Sanierung, für die bis 2000 insgesamt 90 Millionen Mark benötigt wurden.